# Minardi PS05
O PS05 foi o último modelo da Minardi da temporada de 2005 da Fórmula 1. Condutores: Patrick Friesacher, Christijan Albers e Robert Doornbos. 
No final da temporada de 2005, a Minardi é revendida para Dietrich Mateschitz, dono da Red Bull Racing, que irá fazê-lo uma segunda equipe, a Scuderia Toro Rosso.

## Resultados[2]
(legenda) 
| Ano  | Chassi | Motor               | Pneus | N° | Pilotos            | 1   | 2   | 3   | 4   | 5   | 6   | 7   | 8   | 9   | 10  | 11  | 12  | 13  | 14  | 15  | 16  | 17  | 18  | 19  | Pontos | Posição |
| ---- | ------ | ------------------- | ----- | -- | ------------------ | --- | --- | --- | --- | --- | --- | --- | --- | --- | --- | --- | --- | --- | --- | --- | --- | --- | --- | --- | ------ | ------- |
|      |        |                     |       |    |                    |     |     |     |     |     |     |     |     |     |     |     |     |     |     |     |     |     |     |     |        |         |
|      |        |                     |       |    |                    | AUS | MAL | BHR | SMR | ESP | MON | EUR | CAN | EUA | FRA | GBR | GER | HUN | TUR | ITA | BEL | BRA | JAP | CHN |        |         |
| 2005 | PS05   | Cosworth TJ2005 V10 | B     | 20 | Patrick Friesacher |     |     |     | Ret | Ret | Ret | 18  | Ret | 6   | Ret | 19  |     |     |     |     |     |     |     |     | 71     | 10º     |
| 2005 | PS05   | Cosworth TJ2005 V10 | B     | 20 | Robert Doornbos    |     |     |     |     |     |     |     |     |     |     |     | 18  | Ret | 13  | 18  | 13  | Ret | 14  | 14† | 71     | 10º     |
| 2005 | PS05   | Cosworth TJ2005 V10 | B     | 21 | Christijan Albers  |     |     |     | Ret | Ret | 14  | 17  | 11  | 5   | Ret | 18  | 13  | NC  | Ret | 19  | 12  | 14  | 16  | 16† | 71     | 10º     |

† Completou mais de 90% da distância da corrida.
↑1  Do GP da Austrália até o Bahrein, Friesacher e Albers conduziram o PS04B.